# Qiucun, Anhui
Qiucun är en köping i östra Kina. Den ligger i Guangde i staden Xuancheng i provinsen Anhui, omkring 230 kilometer sydost om provinshuvudstaden Hefei. Antalet invånare är 65 256. Befolkningen består av 31 768 kvinnor och 33 488 män. Barn under 15 år utgör 15,0 %, vuxna 15-64 år 73 %, och äldre över 65 år 10,0 %.